# رنگینک هانوفر جدید
رنگینک هانوفر جدید (نام علمی: Lonchura nigerrima) گونه‌ای از ریزسهرگان است که در هانوفر جدید زادآوری می‌کند. گستره جهانی آن بین ۲۰۰۰۰ تا ۵۰۰۰۰ کیلومتر مربع برآورد شده است. در زیستگاه علفزار خشک نیمه‌گرمسیری / گرمسیری (دشت) یافت می‌شود. رنگینک هانوفر جدید گاهی به عنوان زیرگونه رنگینک مرمری تلقی می‌شود. وضعیت رنگینک خالدار (با رنگینک هانوفر جدید) به عنوان کمترین نگرانی ارزیابی می‌شود.